# Честер (Оклахома)
Честер (англ. Chester) — переписна місцевість (CDP) в США, в окрузі Мейджор штату Оклахома. Населення — 176 осіб (2020).

## Географія
Честер розташований за координатами 36°12′56″ пн. ш. 98°55′17″ зх. д. / 36.21556° пн. ш. 98.92139° зх. д. (36.215676, -98.921341).  За даними Бюро перепису населення США в 2010 році переписна місцевість мала площу 10,32 км², з яких 10,32 км² — суходіл та 0,01 км² — водойми.

## Демографія
Згідно з переписом 2010 року, у переписній місцевості мешкало 117 осіб у 54 домогосподарствах у складі 37 родин. Густота населення становила 11 особа/км².  Було 73 помешкання (7/км²).
Расовий склад населення:
| - 100,0 % — білих |

До двох чи більше рас належало 0,0 %. Частка іспаномовних становила 0,0 % від усіх жителів.
За віковим діапазоном населення розподілялося таким чином: 16,2 % — особи молодші 18 років, 54,7 % — особи у віці 18—64 років, 29,1 % — особи у віці 65 років та старші. Медіана віку мешканця становила 52,8 року. На 100 осіб жіночої статі у переписній місцевості припадало 98,3 чоловіків;  на 100 жінок у віці від 18 років та старших — 108,5 чоловіків також старших 18 років.
Середній дохід на одне домашнє господарство  становив 64 936 доларів США (медіана — 49 750), а середній дохід на одну сім'ю — 74 971 долар (медіана — 58 750). За межею бідності перебувало 21,2 % осіб, у тому числі 24,4 % дітей у віці до 18 років та 0,0 % осіб у віці 65 років та старших.
Цивільне працевлаштоване населення становило 45 осіб. Основні галузі зайнятості: роздрібна торгівля — 28,9 %, науковці, спеціалісти, менеджери — 17,8 %, виробництво — 17,8 %.